# Solanum andreanum
Solanum andreanum är en potatisväxtart som beskrevs av John Gilbert Baker. Solanum andreanum ingår i släktet skattor som ingår i familjen potatisväxter. IUCN kategoriserar arten globalt som livskraftig. Inga underarter finns listade i Catalogue of Life.